# Serrana de Santa Catarina
Pour les articles homonymes, voir Serrana (homonymie).
Serrana de Santa Catarina (serrana signifie « montagneux » en français) est l'une des six mésorégions de l'État de Santa Catarina. Elle regroupe 30 municipalités groupées en 2 microrégions. Elle recoupe la région géographique des « hauts-plateaux montagneux » (Planalto Serrano, en portugais) de l'intérieur de l'État.

## Données démographiques
La région comptait 406 825 habitants en 2010 pour 22 233 km2.

## Subdivisions
La mésorégion Serrana de Santa Catarina est subdivisée en 2 microrégions:
- Campos de Lages
- Curitibanos